# Ligne Ōmura
La ligne Ōmura (大村線, Ōmura-sen) est une ligne ferroviaire située dans la préfecture de Nagasaki au Japon. Elle relie la gare de Haiki à Sasebo à la gare d'Isahaya à Isahaya. La ligne est exploitée par la compagnie JR Kyushu.

## Histoire
La ligne a été ouverte dans son intégralité en 1898.

## Caractéristiques

### Ligne
- Longueur : 47,6 km
- Ecartement : 1 067 mm
- Alimentation : 20 000 V - 60 Hz par caténaire entre Haiki et Huis Ten Bosch
- Nombre de voies : Voie unique

### Services et interconnexions
A Haiki, la plupart des trains continuent sur la ligne Sasebo jusqu'à Sasebo. A Isahaya, certains trains continuent sur la ligne principale Nagasaki jusqu'à Nagasaki (services Seaside Liner).
Les trains express Huis Ten Bosch relient la gare d'Huis Ten Bosch à Hakata.

### Liste des gares
| Gare            | Nom japonais   | Distance (km) | Correspondances                                                                               | Localisation  |
| --------------- | -------------- | ------------- | --------------------------------------------------------------------------------------------- | ------------- |
| Haiki           | 早岐           | 0             | JR Kyushu : Sasebo (interconnexion)                                                           | Sasebo        |
| Huis Ten Bosch  | ハウステンボス | 4,7           |                                                                                               | Sasebo        |
| Haenosaki       | 南風崎         | 5,6           |                                                                                               | Sasebo        |
| Ogushigō        | 小串郷         | 9,6           |                                                                                               | Kawatana      |
| Kawatana        | 川棚           | 13,6          |                                                                                               | Kawatana      |
| Sonogi          | 彼杵           | 19,6          |                                                                                               | Higashisonogi |
| Chiwata         | 千綿           | 24,0          |                                                                                               | Higashisonogi |
| Matsubara       | 松原           | 28,5          |                                                                                               | Ōmura         |
| Ōmura Rail Yard | 大村車両基地   | 31,1          |                                                                                               | Ōmura         |
| Takematsu       | 竹松           | 32,8          |                                                                                               | Ōmura         |
| Shin-Ōmura      | 新大村         | 33,7          | JR Kyushu : Nishi Kyūshū Shinkansen                                                           | Ōmura         |
| Suwa            | 諏訪           | 34,8          |                                                                                               | Ōmura         |
| Ōmura (ja)      | 大村           | 36,2          |                                                                                               | Ōmura         |
| Iwamatsu        | 岩松           | 40,0          |                                                                                               | Ōmura         |
| Isahaya         | 諫早           | 47,6          | JR Kyushu : Nagasaki (interconnexion), Nishi Kyūshū Shinkansen Shimatetsu : Shimabaratetsudou | Isahaya       |